# 修復式正義
修復式正義，或稱恢復性司法等（英語：Restorative justice），是一種伸張正義的方法，其中對犯罪的反應之一是組織受害者和罪犯之間的會面，有時還會與更廣泛的社群的代表人士會面。目標是讓他們分享他們對發生的事情的經驗，討論誰受到了犯罪的傷害以及如何受到傷害，並就犯罪者可以做些什麼來修復犯罪造成的傷害達成共識。這可能包括犯罪者向受害者支付的款項、道歉和其他補償，以及其他補償受影響者並防止犯罪者造成未來傷害的行動。
該方法計劃旨在促使犯罪者為自己的行為承擔責任，了解他們造成的傷害，讓他們有機會自我救贖，並阻止他們造成進一步的傷害。對於受害者來說，其目標是讓他們在這個過程中發揮積極作用並減少焦慮和無力感。恢復性司法建立在傳統司法方法的替代理論之上，傳統司法方法通常側重於應報理論。恢復性司法程序可以補充傳統方法；有人認為，從一些關於懲罰是什麼的立場的角度來看，一些恢復性司法案件構成了懲罰。
恢復性司法的學術評估是積極的。許多研究表明，它可以降低犯罪者再次犯罪的可能性。2007年的一項研究還發現，與傳統的司法執行方法相比，它的受害者滿意度和罪犯問責率更高。自1990年代以來，它的使用在全球範圍內有所增長。恢復性司法激發了恢復性實踐（英語：Restorative practices）的廣泛研究，並是其一部分。
雖然讓受害者原諒加害者未必是修復式司法的目的，但有說指出，修復式司法本身和寬恕息息相關。

## 起源
大約自1970年代中葉開始，一些司法人員和被害者團體開始注意到被害人於傳統的刑事訴訟中不被重視的境況，只是個被傳喚來作證的證人。為了促使被害人及其家屬的傷痛被國家重視，為了讓犯人認識他造成怎樣的傷害，給犯人道歉或彌補的機會，所以在加拿大、紐西蘭等地開始仿傚當地原住民的風俗，試行修復式正義。
第一個個案1974年出現在加拿大的安大略省，是兩名少年犯的案件。一位與當地原住民熟絡的少年觀護人覺得印地安人的習俗值得效法，於是他請求法官在判決之前給他一些時間，讓他去調解被告與被害人的關係，讓被害人有機會向被告陳述他受到什麼樣的傷害，希望對案件怎樣處理。出乎意料的是，被害人們大多表示希望由這兩位少年做出彌補，而不要判刑關他們。被告因此有機會在瞭解自己造成的損害之後對被害人道歉，並執行雙方同意的彌補方案。這個試驗性的做法，很快變成加拿大的「被害人－犯人－調解計畫」（英語：Victim-Offender Reconciliation Programs (VORPs)）
紐西蘭1989年通過的「兒童、年輕人及家庭法案」（英語：Children, Young Persons, and Their Families Act），則是第一個將修復式正義立法的國家。這是有別於將重點置於犯人身上的應報理論和預防理論，開始重視被害人的刑事司法新模式。
澳洲的犯罪學家約翰·布萊特懷特是當世提倡修復性司法的代表人物。

## 實務問題
執行修復式正義時必須避免強迫或誘騙被害者以廉價條件原諒加害者，也要避免加害者假裝改過，經常低估犯罪賠償金、追討不夠主動徹底的法律系統，是沒有資格執行修復式正義的；尤其在性侵殺人虐待等無法或難以回復的犯罪；不僅如此，有時候見到罪犯受到處罰本身，可能對受害者或其家屬有幫助，像例如對死刑殺人案件的受害者家屬的研究顯示，儘管判處殺人兇手死刑不能慰藉所有的受害者家屬，但確實有相當比例的受害者家屬在見到殺人兇手被判處執行死刑後感到慰藉。
因此對於一些案件，修復式正義更要謹慎使用、禁用更好，尤其是必須正視被害者與家屬的受害嚴重性、以及足額賠償的必要性，否則修復式正義會成為對受害者的嘲諷、重罪輕判的藉口、對犯罪的鼓勵及吃案的同義詞。

## 中华人民共和国
在中华人民共和国，通过积极赔偿减轻刑罚分为两种：
- 刑事和解：根据修改后的《中华人民共和国刑事诉讼法》，刑事和解针对的是《中华人民共和国刑法》刑法分则第四章、第五章中侵犯财产权、人身权、民主权利的行为；
- 被害人谅解：在部分过失犯罪和严重刑事案件中，被害人一方对加害人出具刑事谅解书，作为量刑情节供法院参考。（根据最高人民法院下发的《关于贯彻宽严相济刑事政策的若干意见》《人民法院量刑指导意见（试行）》中，被害人谅解属于酌定量刑情节）

两者均需要被害人一方出具刑事谅解书。

## 註解
1. ↑  這類犯罪容易讓受害者或其家人有嚴重心理疾病，這種病是難以治癒及控制的，病人會承受終身痛苦
2. ↑  一份對138個被告被判處死刑的謀殺案的受害者家屬的調查顯示，在這些受害者家屬中，有35%的人認為執行死刑讓他們感到「正義得到伸張」，有31%的人感到執行死刑讓他們「感到慰藉」；與之相對地，這其中總共只有19%的人認為執行死刑「不代表正義得到伸張」或者「讓他們感到慰藉」

## 外部連結
- 修復式正義 | 台灣廢除死刑推動聯盟 （页面存档备份，存于）